# وزارت اقتصاد و دارایی کره جنوبی

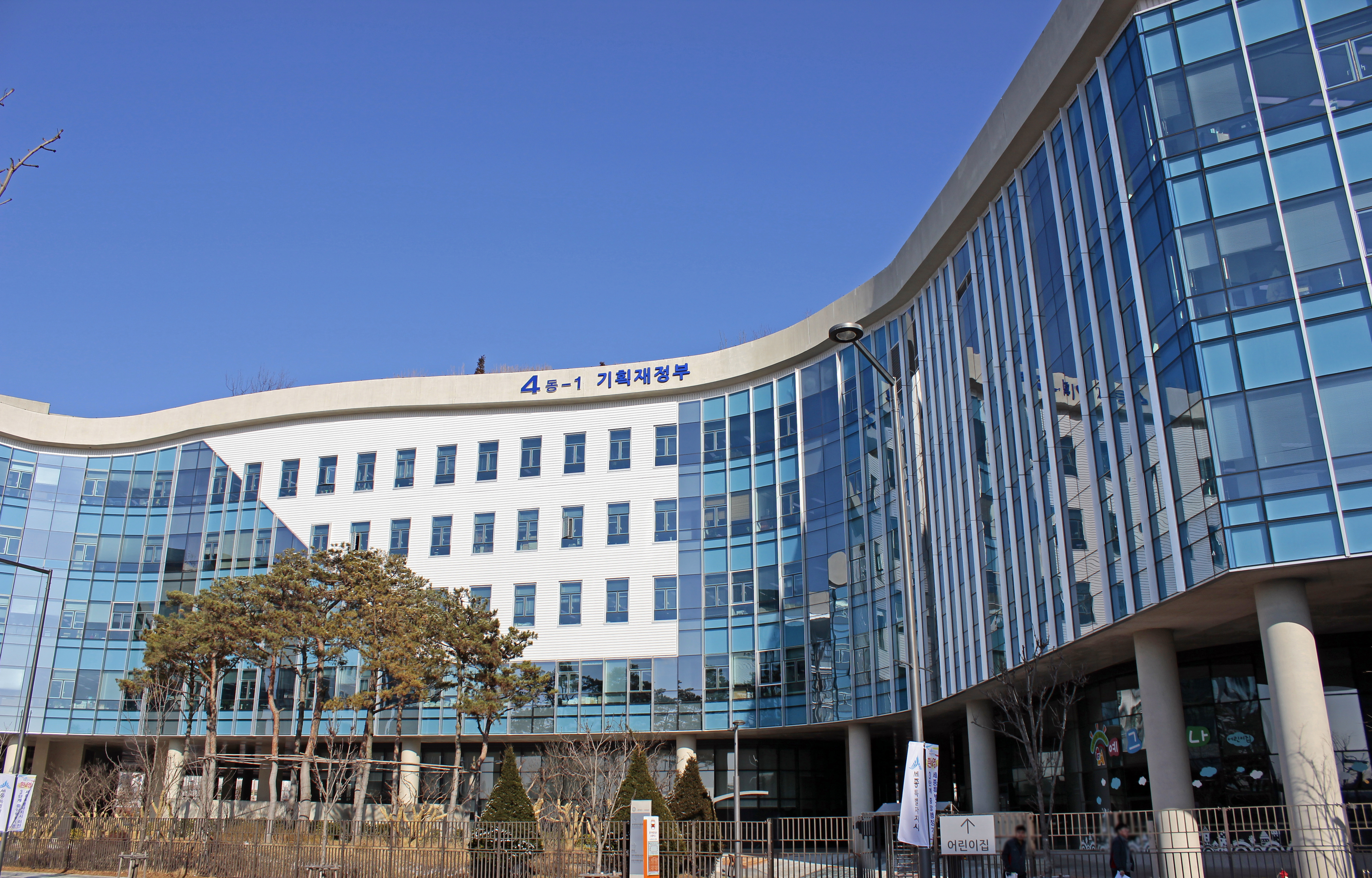
وزارت اقتصاد و دارایی کره جنوبی

وزارت اقتصاد و دارایی (مخفف MOEF) بر سیاست‌های مالی دولت کره جنوبی نظارت می‌کند. ماهانه گزارشی از سوی این وزارت در بارهٔ اوضاع اقتصاد کشور منتشر می‌کند که معروف به «کتاب سبز» می‌باشد.
وزیر فعلی این وزارت چوی سانگ موک است. دفتر مرکزی این مجموعه در مجتمع دولتی سجونگ در سجونگ سیتی قرار دارد.
وزارت اقتصاد و دارایی، دارای وظایف اجرایی نیز هست، همچنین بر دادگاه ملی مالیات و واحد اطلاعات مالی هم نظارت می‌کند. این وزارتخانه در سال ۱۹۹۴ در پی ادغام هیئت برنامه‌ریزی اقتصادی (۱۹۶۱) و وزارت دارایی (۱۹۴۸) تشکیل شد.

## وظایف
۱. برنامه‌ریزی و هماهنگی اهداف توسعه اقتصادی-اجتماعی میان مدت و بلند مدت و تعیین جهت سیاست اقتصادی به صورت سالانه
۲. توزیع مؤثر منابع و ارزیابی اثربخشی اجرای بودجه ۳. برنامه‌ریزی / اصلاح سیاست و سیستم مالیاتی کره
1. برنامه‌ریزی و مدیریت سیاست‌های خزانه داری، دارایی‌های دولت، حسابداری دولت و بدهی ملی
2. هماهنگی سیاست‌های معاملات ارزی و مالی بین‌المللی
3. تقویت همکاری بین‌المللی و ارتقا مبادلات اقتصادی و همکاری بین کره ای
4. مدیریت و نظارت بر عملکرد نهادهای عمومی.

## تاریخچه
وزارت اقتصاد و دارایی به عنوان دو نهاد جداگانه در سال ۱۹۴۸ با تأسیس دولت جمهوری کره آغاز به کار کرد: وزارت دارایی، که مسئول مدیریت منابع مالی و توسعه سیاست‌های مالی، پولی و ارزی بود و هیئت برنامه‌ریزی اقتصادی که مسئول برنامه‌ریزی بودجه‌ها و توسعه اقتصادی بود. این دو نهاد در سال ۱۹۹۴ ادغام شدند و به وزارت دارایی و اقتصاد تبدیل شدند. بعداً، در پاسخ به بحران مالی در سال ۱۹۹۷، این وزارتخانه به وزارت دارایی و اقتصاد و وزارت برنامه‌ریزی و بودجه تقسیم شد. همزمان با افزایش ضرورت سیاست‌های اقتصادی و مالیاتی و همچنین استراتژی‌های مالی که باید تحت یک سقف مدیریت شوند، دو وزارتخانه در سال ۲۰۰۸ با هم ترکیب شدند و وزارت استراتژی و دارایی را تشکیل دادند که بعداً نام خود را به وزارت اقتصاد و دارایی تغییر داد.